# Virslīga 2004
L'edizione 2004 della Virslīga fu la 13ª del massimo campionato lettone di calcio dalla ritrovata indipendenza e la 30ª con questa denominazione; vide la vittoria finale dello Skonto Rīga, giunto al suo tredicesimo titolo.

## Stagione

### Novità
Il Gauja Valmiera, sesto nella scorsa stagione, rinunciò all'iscrizione scendendo di categoria: il suo posto fu preso dal Ditton, terzo classificato nella 1. Līga 2003. Il Jūrmala, vincitore della 1. Līga si iscrisse regolarmente prendendo il posto del neo retrocesso RKB-Arma.

### Formula
La formula rimase immutata: le 8 squadre si incontrarono in due turni di andata e due di ritorno un totale di 28 incontri. Erano assegnati tre punti alla vittoria, un punto al pareggio e zero per la sconfitta.
La squadra ultima classificata retrocedeva in 1. Līga, mentre per la prima volta furono introdotti i play-off: la penultima disputava uno spareggio (con gare di andata e ritorno) con la seconda classificata di 1. Līga 2004.

## Squadre partecipanti
| Club              | Città      | Stagione precedente      |
| ----------------- | ---------- | ------------------------ |
| Auda Ķekava       | Riga       | 7° in Virslīga           |
| Dinaburg          | Daugavpils | 4° in Virslīga           |
| Ditton            | Daugavpils | 3° in 1. Līga, ripescato |
| Jūrmala           | Jūrmala    | 1° in 1. Līga, promosso  |
| Metalurgs Liepāja | Liepāja    | 2° in Virslīga           |
| Rīga              | Riga       | 5° in Virslīga           |
| Skonto            | Riga       | Campione lettone         |
| Ventspils         | Ventspils  | 3° in Virslīga           |

## Classifica finale
|                     | Pos. | Squadra           | Pt | G  | V  | N  | P  | GF | GS | DR  |
| ------------------- | ---- | ----------------- | -- | -- | -- | -- | -- | -- | -- | --- |
| Lettonia (bandiera) | 1.   | Skonto            | 69 | 28 | 22 | 3  | 3  | 65 | 18 | +47 |
|                     | 2.   | Metalurgs Liepāja | 66 | 28 | 21 | 3  | 4  | 85 | 27 | +58 |
|                     | 3.   | Ventspils         | 55 | 28 | 16 | 7  | 5  | 64 | 28 | +36 |
|                     | 4.   | Dinaburg          | 36 | 28 | 10 | 6  | 12 | 35 | 36 | -1  |
|                     | 5.   | Jūrmala           | 34 | 28 | 8  | 10 | 10 | 30 | 33 | -3  |
|                     | 6.   | Rīga              | 27 | 28 | 6  | 9  | 13 | 32 | 43 | -11 |
|                     | 7.   | Ditton            | 26 | 28 | 7  | 5  | 16 | 20 | 62 | -42 |
|                     | 8.   | Auda Ķekava       | 1  | 28 | 0  | 1  | 27 | 13 | 97 | -84 |

### Play off
|        | Risultati |        | Luogo e data                 |  |
| ------ | --------- | ------ | ---------------------------- |  |
| Venta  | 1 - 0     | Ditton | Daugavpils, 14 novembre 2004 |  |
| Ditton | 0 - 1     | Venta  | Daugavpils, 17 novembre 2004 |  |

### Verdetti
- Skonto Rīga Campione di Lettonia 2004 e qualificato al 1º turno preliminare della Champions League.
- Metalurgs Liepaja ammesso al 1º turno preliminare di Coppa UEFA
- Ventspils ammesso al 1º turno preliminare di Coppa UEFA come vincitore della Coppa di Lettonia 2005.
- Dinaburg ammesso al primo turno di Coppa Intertoto 2005.
- Ditton (dopo play-off) e Auda retrocesse in 1. Līga 2005.

## Statistiche

### Classifica cannonieri
| Gol |  |  | Giocatore             | Squadra           |
| --- |  |  | --------------------- | ----------------- |
| 21  |  |  | Aleksandrs Katasonovs | Metalurgs Liepāja |
| 18  |  |  | Viktors Dobrecovs     | Metalurgs Liepāja |
| 16  |  |  | Mihails Miholaps      | Skonto            |
| 15  |  |  | Gatis Kalniņš         | Skonto            |
| 15  |  |  | Vīts Rimkus           | Ventspils         |
| 10  |  |  | Deimantas Bička       | Ventspils         |
| 10  |  |  | Genādijs Soloņicins   | Metalurgs Liepāja |